# Phạm Văn Định
Phạm Văn Định là một tướng lĩnh của phong trào Tây Sơn trong lịch sử Việt Nam.
Phạm Văn Định là con của Thái úy Phạm Văn Hưng. Ông được phong chức Tư khấu, tước Quận công nên còn gọi là Phạm Công Định, chỉ huy đạo pháo binh. Khi Nguyễn Phúc Ánh đánh lấy Phú Xuân, Phạm Công Định đem binh theo đường thượng đạo về cứu nguy nhưng bất thành. Phạm Công Định bại trận, trốn vào các sách Man. Sử nhà Nguyễn Đại Nam Thực Lục chép rằng ông bị thương rồi chết, nhưng có thuyết nói ông cải trang thoát đi. Hiện nay vẫn còn lưu giữ chiếc ấn của ông ở Thừa Thiên Huế.